# Tanay Chheda
Tanay Hemant Chheda (Mumbai, Maharashtra, 27 de junho de 1996) é um actor indiano. Conhecido por ter trabalhado no aclamado filme Quem Quer Ser Um Milionário de 2008, para o qual ele ganhou o prémio Screen Actors Guild Awards por Performance de Elenco em Filme e recebeu uma indicação para o prêmio Black Reel Awards para Melhor Elenco em 2008. Fez o papel do jovem Jamal Malik.

## Filmografia
| Filmes | Filmes                              | Filmes                       | Filmes |
| Ano    | Título                              | Papel                        | Notas  |
| ------ | ----------------------------------- | ---------------------------- | ------ |
| 2006   | Don                                 | Deepu                        |        |
| 2007   | Taare Zameen Par                    | Rajan Damodaran              |        |
| 2008   | Sukrit's Sundays                    |                              |        |
| 2008   | Quem Quer Ser Um Milionário         | Jamal K. Malik (adolescente) |        |
| 2010   | My Name Is Khan                     | Rizwan Khan (criança)        |        |
| 2011   | Hexe Lilli: Die Reise nach Mandolan | Musa                         |        |

## Prêmios e Indicações
| Prêmios | Prêmios   | Prêmios                    | Prêmios                                 | Prêmios                     |
| Ano     | Resultado | Premiação                  | Categoria                               | Título                      |
| ------- | --------- | -------------------------- | --------------------------------------- | --------------------------- |
| 2008    | Indicado  | Black Reel Awards          | Melhor Elenco                           | Quem Quer Ser Um Milionário |
| 2009    | Venceu    | Young Artist Awards        | Elenco Internacional Marcante em Filme  | Quem Quer Ser Um Milionário |
| 2009    | Venceu    | Screen Actors Guild Awards | Performance Marcante de Elenco em Filme | Quem Quer Ser Um Milionário |